# Ständige Vertretung der Ukraine bei der NATO
Die Ständige Vertretung der Ukraine bei der NATO ist die Ständige Vertretung der Ukraine bei der NATO in Brüssel, Belgien. Sie hat den Status einer Auslandsvertretung und ihren Sitz im Manfred Wörner Building des NATO-Hauptquartiers. Ständiger Vertreter ist seit 2020 der Geschäftsträger Heorhij Tolkatschow.

## Geschichte

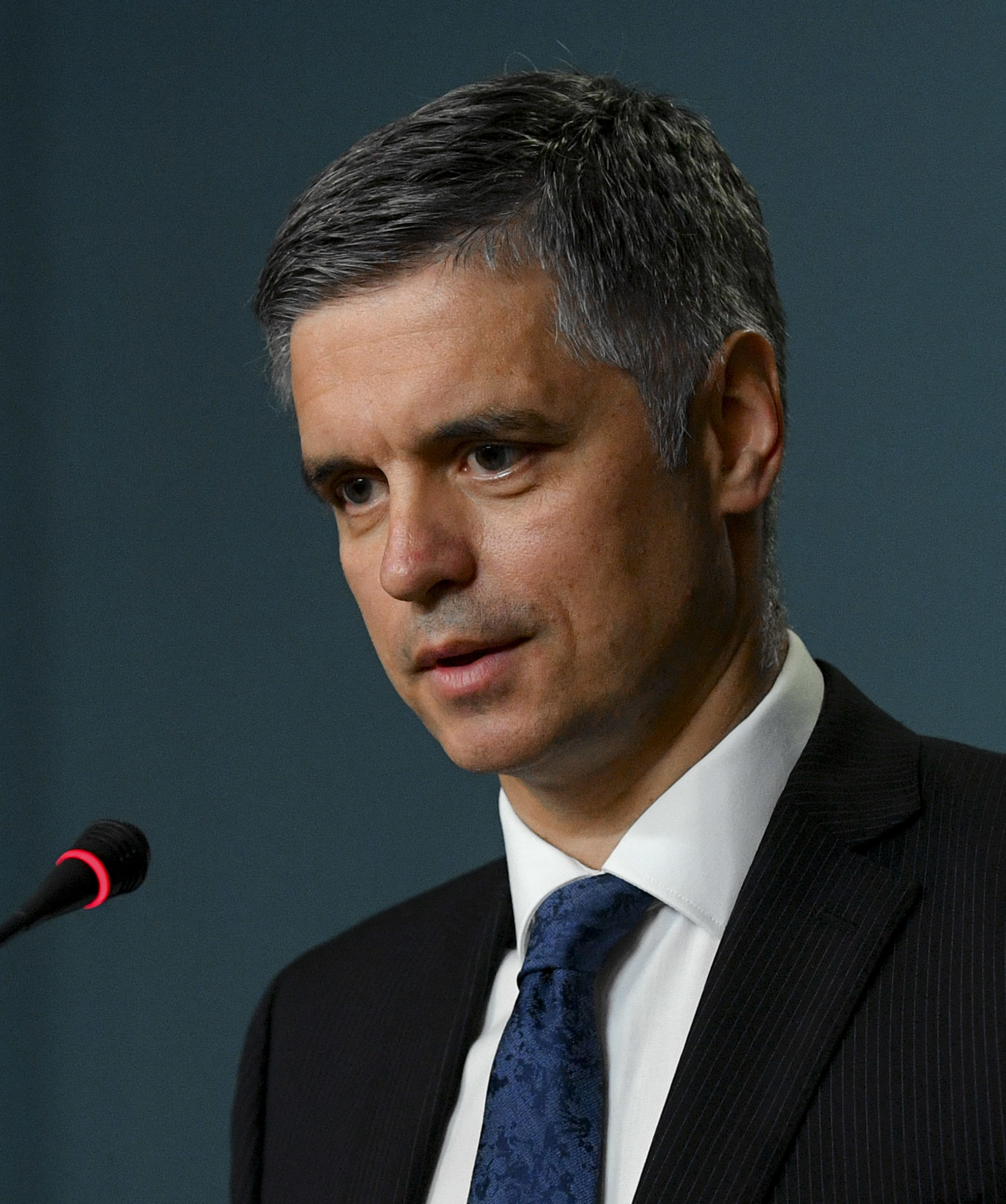
Wadym Prystajko, Ständiger Vertreter 2017–2019

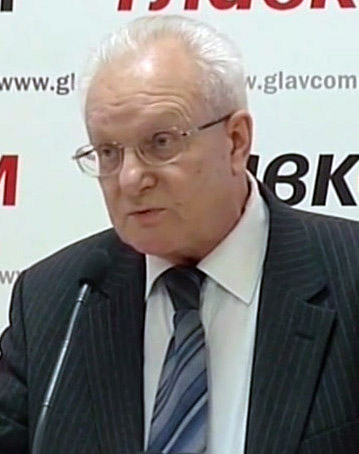
Wolodymyr Wassylenko, 1992–1995 der erste Ständige Vertreter

Nach dem Zerfall der Sowjetunion erklärte sich die Ukraine im August 1991 für unabhängig. Die diplomatischen Beziehungen zur NATO wurden 1992 aufgenommen und die Ständige Vertretung in Brüssel wurde eröffnet. Der erste Ständige Vertreter war der Ukrainische Botschafter in Belgien Wolodymyr Wassylenko.

## Sitz der Ständigen Vertretung in Brüssel
Die Ständige Vertretung der Ukraine bei der NATO hat ihren Sitz im Manfred Wörner Building des NATO-Hauptquartiers, Boulevard Léopold III., Brüssel.

## Weitere Vertretungen der Ukraine in Belgien
- Ukrainische Botschaft in Brüssel
  - Konsularabteilung der Botschaft der Ukraine in Brüssel
- Ständige Vertretung der Ukraine bei der Europäischen Union

## Ständige Vertreter der Ukraine bei der NATO
- Wolodymyr Wassylenko (Botschafter, 1992–1995)
- Borys Tarassjuk (Botschafter 1995–1997, Ständiger Vertreter 1997–1998)
- Kostjantyn Hryschtschenko (Botschafter, 1998–2000)
- Wolodymyr Chandohij (Botschafter, 2000–2005)
- Kostjantyn Morosow (2005–2007)
- Ihor Sahatsch (Botschafter, 2007–2010)
- Ihor Dolhow (Botschafter, 2010–2015)
- Jehor Boschok (Geschäftsträger, 2014–2017)
- Wadym Prystajko (Botschafter, 2017–2019)
- Selin Oleksij (Geschäftsträger, 2020–)
- Heorhij Tolkatschow (Geschäftsträger, 2020–)